# Trimeresurus
Trimeresurus là một chi rắn độc trong họ Rắn lục được tìm thấy ở Châu Á từ Tiểu lục địa Ấn Độ qua Đông Nam Á, Trung Quốc và Quần đảo Thái Bình Dương. Hiện tại ít nhất 50 loài được công nhận.

## Mô tả
Hầu hết các loài trong chi Trimeresurus đều tương đối nhỏ, chủ yếu là các loài sống trên cây, với thân hình mỏng và đuôi có thể cầm nắm. Tuy nhiên, Trimeresurus flavoviridis có thể đạt tổng chiều dài (bao gồm cả đuôi) là 242 cm, và là một trong những loài rắn hố dài nhất ở Đông Á. Hầu hết các loài Trimeresurus thường có màu xanh lá cây, nhưng một số loài cũng có màu vàng, đen, cam, đỏ hoặc vàng.

## Chế độ ăn
Chế độ ăn của các loài Trimeresurus bao gồm nhiều loại động vật, bao gồm thằn lằn, động vật lưỡng cư, chim, động vật gặm nhấm và động vật có vú nhỏ khác.

## Sinh sản
Giống như hầu hết các loài rắn lục, nhiều loài trong chi Trimeresurus là loài noãn thai sinh, mang thai con non. Tuy nhiên, một số loài như T. flavoviridis, T. kaulbacki, và T. macrolepis là loài đẻ trứng. Ngoài ra, đặc tính sinh học sinh sản của một số loài Trimeresurus vẫn chưa được biết.

## Loài
Chi này có các loài sau:
- Trimeresurus albolabris
- Trimeresurus borneensis
- Trimeresurus brongersmai
- Trimeresurus cantori
- Trimeresurus cornutus
- Trimeresurus elegans
- Trimeresurus erythrurus
- Trimeresurus fasciatus
- Trimeresurus flavomaculatus
- Trimeresurus flavoviridis
- Trimeresurus gracilis
- Trimeresurus gramineus
- Trimeresurus hageni
- Trimeresurus jerdonii
- Trimeresurus kanburiensis
- Trimeresurus karanshahi
- Trimeresurus kaulbacki
- Trimeresurus labialis
- Trimeresurus macrolepis
- Trimeresurus macrops
- Trimeresurus malabaricus
- Trimeresurus mangshanensis
- Trimeresurus medoensis
- Trimeresurus mucrosquamatus
- Trimeresurus popeorum
- Trimeresurus puniceus
- Trimeresurus purpureomaculatus
- Trimeresurus schultzei
- Trimeresurus stejnegeri
- Trimeresurus strigatus
- Trimeresurus sumatranus
- Trimeresurus tibetanus
- Trimeresurus tokarensis
- Trimeresurus trigonocephalus
- Trimeresurus xiangchengensis